# Christensen
Christensen – były amerykański konstruktor wyścigowy, startujący w wyścigu Indianapolis 500 na przełomie lat 50. i 60.

## Wyniki w Indianapolis 500
Źródło: indianapolismotorspeedway.com
| Rok  | Kierowca      | Nr | Kwal. | Wynik | Okr. | Lider | Uwagi           |
| ---- | ------------- | -- | ----- | ----- | ---- | ----- | --------------- |
| 1959 | Jack Turner   | 24 | 14    | 27    | 47   | 0     | zbiornik paliwa |
| 1960 | Jim Hurtubise | 56 | 23    | 18    | 185  | 0     | silnik          |
| 1961 | A.J. Shepherd | 73 | 14    | 26    | 51   | 0     | wypadek         |
| 1962 | Chuck Rodee   | 67 | 21    | 32    | 17   | 0     | wypadek         |
| 1963 | Bob Christie  | 65 | 18    | 13    | 200  | 0     |                 |
| 1964 | Dee Jones     | 65 | NZ    |       |      |       |                 |